# Appalachia (Mesozoico)

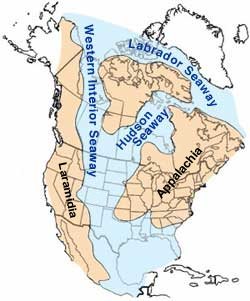
Appalachia (derecha), hace 100 millones de años

En el Mesozoico (de 252 a 66 millones de años atrás), Appalachia, llamada así por los montes Apalaches, era una masa insular separada de Laramidia al oeste por el mar interior occidental. Este mar acabó por estrecharse y retirarse hacia el golfo de México y la bahía de Hudson, lo que permitió que las islas se uniesen formando el continente de Norteamérica al emerger las montañas Rocosas.
Desde la edad Turoniense del Cretácico Superior hasta el principio del Paleoceno, Appalachia estuvo separada del resto de Norteamérica. Al estar aislada, su fauna se desarrolló de forma muy distinta a los tiranosauroideos, ceratopsianos y anquilosaurios que dominaron la fauna del oeste americano, la isla continente de Laramidia. Debido a la cantidad de depósitos fosilíferos que aún no se han descubierto y a que la mitad de las formaciones fósiles de Appalachia quedaron destruidas durante la glaciación cuaternaria, se sabe poco de la vida animal de este antiguo territorio. Además, la falta de interés que despierta Appalachia ocasiona que muchos fósiles encontrados en la zona no hayan sido estudiados y sigan catalogados en los géneros erróneos que se les asignaron en la época de Edward Cope y Charles Marsh. Muchas de las formaciones fósiles que no fueron destruidas por la glaciación siguen eludiendo el estudio paleontológico. No obstante, algunos yacimientos fósiles como los de Navesink, Ellisdale, Mooreville Chalk, Demopolis Chalk, Black Creek y Niobara nos han dado una somera idea de este olvidado mundo paleontológico.

## Fauna

### Dinosaurios
Al final del Cretáceo, los predadores dominantes en Norteamérica eran los tiranosauroideos, grandes terópodos con cabezas proporcionalmente enormes diseñadas para arrancar la carne de sus presas. Los Tiranosaurios también dominaban Appalachia, pero en lugar de los gigantescos Gorgosaurios y Albertosaurios, los principales predadores de esta isla eran los Driptosaurios, más pequeños. El Driptosaurio tenía más en común con los tiranosaúridos primitivos, como el Dilong y el Eotyrannus. Poseía largas patas delanteras con tres dedos, así como cráneo y cuerpo más flexibles. Se conocen tres géneros de tiranosauros en Appalachia, y existen numerosos fósiles no clasificados en la mayor parte de los estados del sur, como Georgia, Carolina del Norte y Carolina del Sur. Estos dientes fósiles pertenecen posiblemente a una especie de Appalachiosauro o a especies no descritas de tiranosáuridos. Se han encontrado huesos de ornitomímidos en Misisipi, Georgia y Alabama, y tan al norte como Maryland, Nueva Jersey y Delaware, aunque actualmente se cree que algunos pertenecen a jóvenes driptosaurios, mientras que otros procederían de varias especies no descritas de ornitomínidos. También se han descubierto en Appalachia fósiles y dientes de dromeosáuridos, la mayor parte coincidentes con los de Velociraptor y Saurornitholestes, la mayoría en estados del sur como Carolina del Norte, Carolina del Sur, Alabama, Misisipi y Georgia.
Otro grupo de dinosaurios común en Appalachia fueron los hadrosáuridos. Mientras que el registro fósil muestra una sorprendente variedad de formas de hadrosaurios en Laramidia, en Appalachia hay una diversidad mucho menor, debido probablemente al gran número de yacimientos fósiles que aún no se conocen. En Appalachia se han descubierto restos de Claosaurio, Eotrachodon, Lophorhothon, Hypsibema y Hadrosaurio. Estos hadrosáuridos de Appalachia parecen estar estrechamente relacionados con los de Laramidia, como el Griposaurio y el Edmontosaurio, a pesar de que no se consideran pertenecientes a la subfamilia Saurolophinae. El Claosaurio se conoce por un espécimen que flotó en el mar interior y fue descubierto en Kansas, por lo que podría proceder de Appalachia, ya que se encontraba más próximo a las costas de esta isla continente, y es desconocido en el oeste de Norteamérica. El Hypsibema, con sus más de 15 m de largo, era uno de los mayores hadrosaurios del Appalachia. Este género probablemente cubrió el nicho ambiental que ocupaban los grandes saurópodos en otras zonas, y es posible que alcanzara un tamaño colosal similar al del Shantungosaurio. En la formación de Navesink y en Nueva Escocia (Canadá) se han encontrado restos de Lambeosaurinae similares al Coritosaurio, aunque todavía no se ha podido explicar cómo podrían haber llegado los lambeosaurines a Appalachia. Algunos científicos teorizan con la formación de un puente terrestre en cierto momento del Campaniense.
Otra diferencia entre las faunas de Laramidia y Appalachia la constituyen los nodosáuridos. Este grupo de grandes anquilosaurios herbívoros similares al armadillo eran escasos en Norteamérica a finales de Cretáceo, y se limitaban a formas como el Edmontonia, el Denversaurio y el Panoplosaurio, quizás a causa de la competencia con los anquilosáuridos. Se han encontrado numerosas placas de nodosáuridos en el este de Norteamérica. A menudo, los hallazgos no son suficientes para identificar la especie, pero os restos muestran un gran número de estos dinosaurios blindados en Appalachia: se han encontrado abundantes muestras en Alabama, Misisipi, Delaware, Maryland y Nueva Jersey, que posiblemente pertenecen a múltiples especies. Cinco tipos nodosáuridos bien conocidos que podrían haber vivido en Appalachia son los Priconodon, Propanoplosaurus, Niobrarasaurus, Silvisaurus y posiblemente Hierosaurus, aunque hay que señalar que la validez de esta hipótesis es discutible. Al igual que sucedió con el Claosaurio, es posible que las muestras de Niobrarasaurus, Silvisaurus y Hierosaurus flotaran hacia el mar interior desde el este, ya que estas especies de nodosáuridos fueron descubiertas en las famosas formaciones calizas de Kansas, y no se han hallado en ningún lugar del Oeste de Norteamérica. Kansas formaba parte de Appalachia cuando el resto de territorios estaban cubiertos por océanos. También se han excavado restos de un nodosaurio indeterminado en la formación Ripley.
En la formación Tal Heel (Carolina del Norte) se ha encontrado un Leptoceratópsido ceratopsiano del Campaniense, lo que representa el primer hallazgo de un dinosaurio de este tipo en Appalachia. Este espécimen posee una mandíbula superior larga, fina y curvada hacia abajo, que sugiere una estrategia alimentaria especializada, otro ejemplo de especiación en un entorno insular.
En varios lugares de Appalachia se han encontrado restos de aves, la mayoría marinas, como Hesperornithes, Ichthyornis y Enantiornithes. Especialmente interesantes son los restos de un posible litornítido en Nueva Jersey, que representaría un claro ejemplo de paleognato Neornithes del Cretáceo Superior.

### Otros animales prehistóricos
El yacimiento de fósiles de Ellisdale presenta un amplio panorama de la fauna prehistórica de Appalachia. Entre los lisanfibios, hay rastros de sirénidos, como el gran Habrosaurus, la salamandra Parrisia, Hylidae (ranas arborícolas), posibles representantes de Eopelobates y Discoglossus, que muestran una gran similitud con las faunas europeas, pero aparte del Habrosaurio, que también se encuentra en Laramidia, existe un alto grado de endemismo, indicador de la carencia de intercambios con otras masas terrestres a lo largo del Cretáceo Superior. También se aprecia un alto grado de endemismo en sus reptiles: entre los escamosos, el teíidos Prototeius es exclusivo de la zona, y existen representantes nativos de iguánidos, Heloderma y necrosáuridos. En cuanto a las tortugas, los géneros Adocus, Apalone y Botremys están bien representados, siendo el último más común en Appalachia que en Laramidia. Los tres géneros locales de crocodilios –Deinosuchus, Leidyosuchus y Borealosuchus– también estaban bien establecidos en Laramidia, lo que es probablemente indicativo de su capacidad para cruzar océanos. Hay que señalar que en Appalachia no se han descubierto restos fósiles de serpientes.
En el yacimiento de Ellisdale también se encuentran fósiles de varios mamíferos. Los más comunes son los multituberculados ptilodontoideos, como los Mesodma, Cimolodon y ciertas especies de grandes mamíferos. La diversidad de ptilodontoideos en la zona, además de su temprana aparición respecto a otras especies locales del Cretáceo Superior, hace pensar que evolucionaron en Appalachia. También se han hallado Metatheria, como un Alphadon, un estagodóntido, y un herpetotérido.